# Station Willemeau-Froidmont
Station Willemeau-Froidmont is een voormalig spoorwegstation langs spoorlijn 88A (Doornik - Franse grens) tussen Froidmont en Willemeau, vandaag twee deelgemeenten van de stad Doornik. Op 19 juni 1950 werd het personenverkeer opgeheven en in 1964 het goederenverkeer.
Barry-Maulde · 
Blandain · 
Chercq · 
Doornik · 
Ere · 
Froyennes · 
Havinnes · 
Havinnes-Village · 
Kain · 
Templeuve · 
Vaulx · 
Willemeau-Froidmont
0,0: Doornik ·
4,0: Saint-Maur ·
6,1: Ere ·
8,9: Willemeau-Froidmont ·
11,8: Rumes